# Parajet Skycar
Parajet SkyCar – to działający prototyp samochodu pełniącego równocześnie funkcję statku powietrznego zaprojektowany przez firmę Parajet z Wielkiej Brytanii. 

## Opis
Jednostką napędową jest tu zmodyfikowany silnik Yamaha YZF-R1 o pojemności 1000 cm³ zasilany paliwem biodiesel. Porusza on śmigło zamontowane z tyłu pojazdu. Służy ono zarówno do napędzania pojazdu na drodze, jak i po oderwaniu się od ziemi. Siłę nośną w powietrzu zapewnia przytwierdzony do SkyCara spadochron szybujący. Szkielet prototypowego egzemplarza jest stalowy, ale w produkcji seryjnej planuje się wprowadzenie aluminium.

## Dane techniczne
Źródło

Osiągi:
- Prędkość maksymalna na drodze: 140 km/h
- Zasięg na drodze: 640 km
- Prędkość startowa: ok. 60 km/h
- Prędkość maksymalna w powietrzu: 160 km/h
- Zasięg w powietrzu: 320 km

## Wyprawa
W styczniu 2009 wyruszyła dowodzona przez Neila Laughtona wyprawa z Londynu do Timbuktu, w której wziął udział SkyCar. Pokonanie tego dystansu zabrało niewiele ponad dwa miesiące. Pojazd bez przeszkód przeleciał m.in. przez Cieśninę Gibraltarską oraz pokonał duży odcinek Sahary.